# 레제프 체틴
레제프 체틴(튀르키예어: Recep Çetin, 1965년 10월 1일~)은 튀르키예의 전직 축구 선수로 포지션은 오른쪽 풀백과 수비형 미드필더였다. UEFA 유로 1996 당시에 덴마크와의 최종전에서 오우즈 체틴을 대신해 주장으로 출전했었다.